# Geoffrey Holmes
Geoffrey Holmes   (Toronto, 19 de febrer de 1894 - Woking, 7 de maig de 1964) va ser un jugador d'hoquei sobre gel canadenc de naixement, però britànic d'adopció, que va competir durant la dècada de 1920. En esclatar la Primera Guerra Mundial estava estudiant al Royal Military College de Kingston i immediatament es va allistar l'exèrcit britànic, on va servir durant tota la guerra. En acabar la guerra va tornar al Canadà, on va completar els seus estudis.
El 1924 va prendre part en els Jocs Olímpics de Chamonix, on guanyà la medalla de bronze en la competició d'hoquei sobre gel. Poc després va deixar la seva carrera militar i l'hoquei sobre gel per exercir de missioner a l'Àfrica oriental.